# 精錬
精錬（せいれん、英語：refining）とは、電気分解や化学処理により金属の純度を高めること。熱エネルギー等を利用して鉱石その他の原料から有用金属を取り出す「製錬」とは異なる。ただし、一般図書では「精錬」と「製錬」が厳密には区別されていないと指摘されている。
鉄生産の場合、砂鉄や鉄鉱石を溶かして粗鋼を作る工程を製錬工程、その粗鋼から不純物を除去して炭素量などの調整を行う工程を精錬工程という。転炉法の精錬工程では、脱炭精錬前に燐や硫黄を除去する「溶銑予備処理」、炭素を除去する「一次精錬」、水素や窒素などの気体を抜き、必要に応じてさらに硫黄の除去や合金添加を行う「二次精錬」に分けられる。

## 種類
- 湿式精錬
- 乾式精錬
- 電解精錬 - 銅の精錬は電気分解法を用いて行われる。これを電解精錬または電解精銅という。